# Durlstotherium

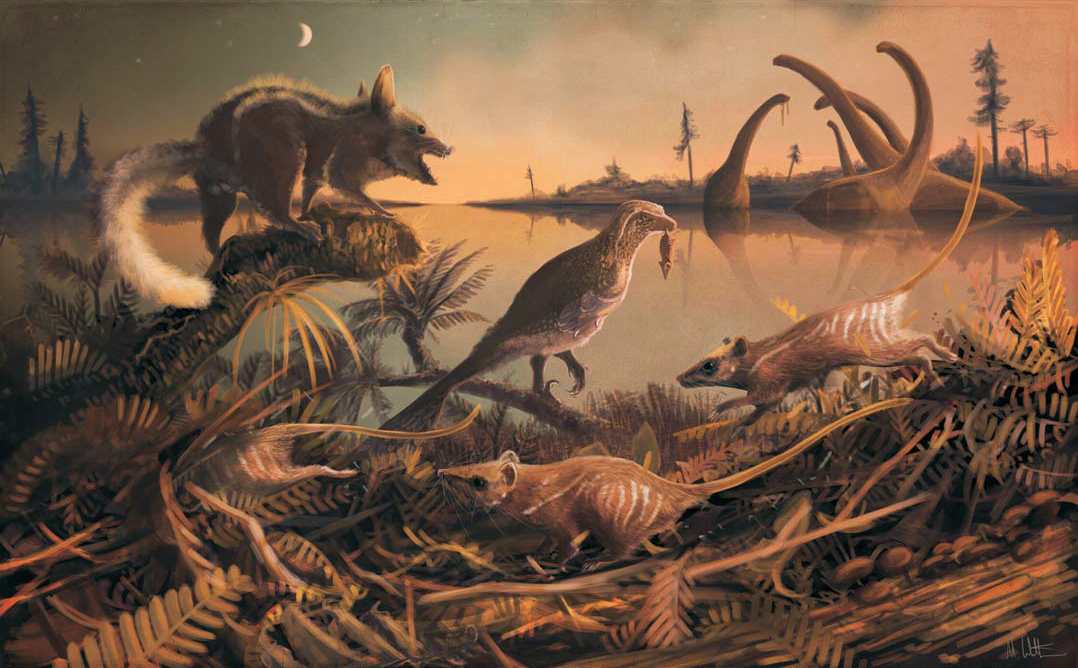
Враження художника від Durlstotherium (праворуч і в центрі) і Durlstodon (ліворуч)

Durlstotherium — вимерлий рід ссавців ранньої крейди. Він містить один вид, Durlstotherium newmani. Типовий екземпляр був знайдений у Durlston Bay, Дорсет, на честь якого рід був названий. D. newmani був названий на честь власника британського пабу Чарлі Ньюмана. Durlstotherium і два його сучасники, Tribactonodon і Durlstodon, мали корінні зуби з трьома горбками, які є розширеною характеристикою серед евтерієвих ссавців і дозволяють припустити, що група виникла раніше, ніж рання крейда.